# Fronteras (serie de televisión)
Fronteras es una miniserie argentina de 13 capítulos, dirigida y guionada por Sabrina Farji. 
La miniserie se emitió los sábados a las 23:30hs por Telefe y fue ganadora del concurso “Serie de Ficción en Alta Definición” de Fomento TDA, organizado por el Ministerio de Planificación Federal, Inversión Pública y Servicios junto al Consejo Interuniversitario Nacional (CIN). Producida por Zoelle Producciones y rodada íntegramente en HD.

## Sinopsis
Sonia Miller tiene 40 años y es soltera. Trabaja en un hospital de Capital Federal como médica pediatra. Al perder un esperado ascenso decide aceptar un puesto en un hospital de frontera de Misiones. Sin darse cuenta Sonia descubrirá que ella misma debe correr sus propias fronteras y allí mismo encontrará el amor.

## Debut
Telefe estrenó su primer capítulo el 14 de febrero, logrando un excelente debut con 8.8 de índice de audiencia, quedando primero en su franja y colocándose como el cuarto programa más visto. Además de recibir muy buenas críticas por parte de la prensa. Su capítulo 5 tuvo promedio 9.6 de índice de audiencia, con picos de 10.2

## Locaciones de filmación
La serie trata casos reales de enfermedades tropicales y temas como la trata de blancas o Trata de personas, Desnutrición, Trasplante de órganos, epidemias, entre otros. Los actores tuvieron capacitación en medicina y la miniserie fue filmada en escenarios naturales de la Provincia de Misiones y Buenos Aires, hablada en 3 idiomas (español, portugués y guaraní).

## Elenco
- Isabel Macedo como Sonia Miller.[1]
- Raúl Taibo como Martin Brohm.
- Julieta Ortega como Marita Canevaro.
- Matías Desiderio como Pablo Caraí´.
- Fabián Mazzei como Esteban Salgado.
- Vanesa Butera como Lila.
- Lorenzo Quinteros como Gaspar Miller.
- María Ucedo como Carina.
- Nacho Gadano como Ignacio Villar.
- Celina Font como Romina.
- Juan Palomino como Álvarez.
- Ernesto Larrese como Costales.
- Juan Gil Navarro
- Bautista Gómez como Juani.

## Premios y nominaciones
- Ganadora del Premios Nuevas Miradas en la Televisión en la Categoría Guion
- Ganadora del concurso “Serie de Ficción en Alta Definición” de Fomento TDA

## Redes sociales
- Facebook Oficial

## Cortina musical
Clip Musical de la miniserie FRONTERAS, dirigida por Sabrina Farji.
Canción compuesta e interpretada por Tonolec.
- Apertura de "Fronteras" en Youtube